# سونجكيك
سونجكيك هو موقع ويب من نوع موقع حفلات أنشئ في 2007، وهو متوفر باللغة الإنجليزية ومحتواه الأساسي حول حفلة موسيقية.

## وصلات خارجية
- الموقع الرسمي